# Сава Стоянович (учител)
Сава Стоянович (на сръбски: Сава Стојановић или Sava Stojanović) е сръбски учител, деец на Сръбската пропаганда в Македония.

## Биография
Роден е в 1869 година в Прищина, Османската империя. Завършва Галатасарайския лицей в Цариград. Две години учи в Юридическия факултет на Цариградския университет, след което в 1899 година е изпратен в Скопие като учител по турски език в Скопската сръбска гимазия. Преподава в Скопие до 1903 година. От учебната 1903/1904 година до учебната 1906/1907 година преподава в Призренската семинария, като преподава турски език и обща история. В 1908 година полага адвокатски изпит. След Младотурската революция в 1908 година е делегат на Първата сръбска конференция, провела се между 12 и 15 август 1908 г. в Скопие, на която е основана Сръбска демократическа лига в Османската империя. В 1908 година е избран за депутат в Османския парламент. От 1911 година е председател Прищинската сръбска община.
Умира на 12 юли 1941 година в Белград.